# Balera bracata
Balera bracata är en insektsart som beskrevs av Ruppel 1959. Balera bracata ingår i släktet Balera och familjen dvärgstritar.
Artens utbredningsområde är Colombia. Inga underarter finns listade i Catalogue of Life.